# في في صن
صن فيفي (بالصينية: 孙菲菲) (الصينية: 孙 菲菲؛ ولدت في 20 مارس 1989)، معروفة باسم في في صن، عارضة أزياء صينية مقيمة في مدينة نيويورك.

## روابط خارجية
- في في صن في موديلز.كوم
- في في صن على موقع دليل عارضات الأزياء (الإنجليزية)
- قالب:NYmag model
- Fei Fei Sun's 2011 Interview with FTV
- Fei Fei Sun's 2012 Interview with FTV
- Fei Fei Sun's Vogue Italia Cover Story